# 斯納戈夫鄉
44°42′32″N 26°10′17″E / 44.70889°N 26.17139°E
斯納戈夫鄉（羅馬尼亞語：Comuna Snagov, Ilfov），是羅馬尼亞的鄉份，位於該國南部，由伊爾福夫縣負責管轄，處於首都布加勒斯特以北40公里，面積88平方公里，2007年人口5,941，人口密度每平方公里67人。